# Técnico en prácticas cardiológicas
Un técnico en prácticas cardiológicas o técnico en cardiología es un profesional de la salud encargado, principalmente, de la obtención de información relevante para el ámbito de la cardiología a través de diferentes técnicas. Está capacitado para la realización de los diferentes estudios de la especialidad, como son el electrocardiograma, el ecocardiograma, la ergometría, el SPECT, entre otros. También colabora en procedimientos invasivos, como aquellos de la sub-especialidad de hemodinamia y cardiología intervencionista. En Argentina, Este profesional puede ser de formación terciaria o universitaria.

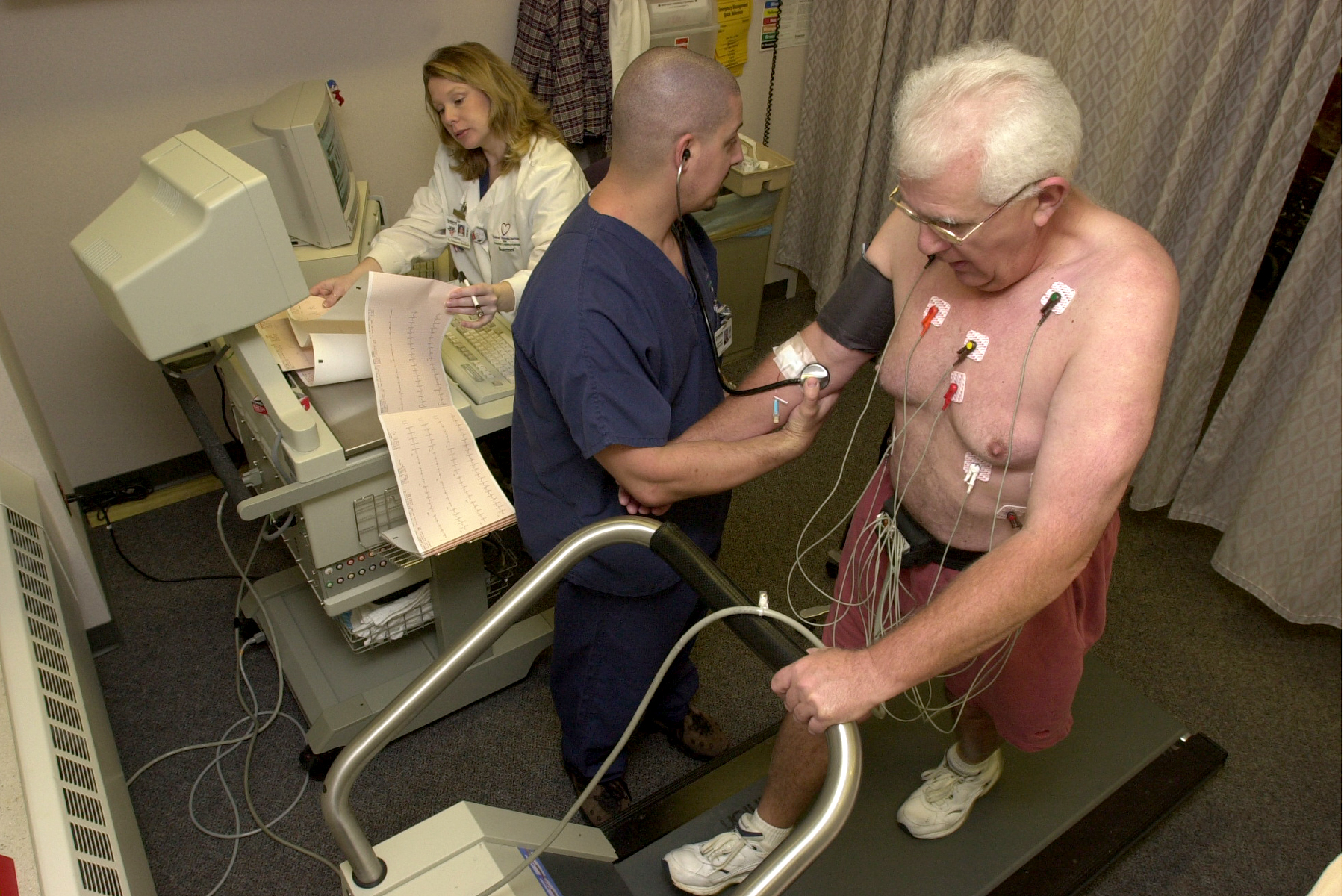
Ergometría

## Prácticas que realiza
- Electrocardiograma
- Ergometría
- Holter
- Ecocardiograma
- Eco-Estrés
- SPECT
- PET
- Colaboración en estudios invasivos